# Les Sœurs fâchées
Pour plus de détails, voir Fiche technique et Distribution.
Les Sœurs fâchées est le premier long métrage d'Alexandra Leclère, sorti en 2004.

## Synopsis
Parce qu'un des éditeurs auxquels elle a adressé son premier roman lui a donné rendez-vous, Louise, esthéticienne au Mans, débarque à Paris pour trois jours. Elle est hébergée par sa sœur Martine, qui ne la supporte pas. Elles n'ont d'ailleurs rien en commun. La candide Louise est un brin nunuche mais a un cœur gros comme ça. Martine, elle, n'est qu'un bloc d'amertume. Elle mène une vie de bourgeoise oisive dans un superbe appartement des beaux quartiers, aux côtés d'un riche mari, Pierre, qu'elle n'aime pas, et d'un petit garçon dont elle se désintéresse. Entre petites vacheries et grosses disputes, la cohabitation ne va pas être de tout repos.

## Fiche technique
- Titre : Les Sœurs fâchées
- Réalisation : Alexandra Leclère
- Scénario : Alexandra Leclère
- Musique : Philippe Sarde
- Genre : comédie dramatique
- Date de sortie :
  - France : 22 décembre 2004

## Distribution
- Isabelle Huppert : Martine Demoutis
- Catherine Frot : Louise Mollet
- François Berléand : Pierre Demoutis
- Brigitte Catillon : Sophie
- Michel Vuillermoz : Richard
- Christiane Millet : Géraldine
- Rose Thiéry : Fernanda, la bonne
- Bruno Chiche : Charles
- Jean-Philippe Puymartin : l'éditeur
- Aurore Auteuil : l'hôtesse accueil de l'éditeur
- Antoine Beaufils : Alexandre Demouthy
- Philippe Breton
- Philippe Cacheux
- Françoise Dubois : l'hôtesse du salon de coiffure
- Denis Sylvain

## Bande originale
Sauf indication contraire, les informations mentionnées dans cette section peuvent être confirmées par le générique de fin de l'œuvre audiovisuelle présentée ici, ainsi que par la base de données cinématographiques IMDb,  présente dans la section « Liens externes ».
- Isabelle Huppert et Catherine Frot sont assises devant la télévision. Elles regardent le film Les Demoiselles de Rochefort, puis chantent et imitent gestuellement la chanson La Chanson Des Jumelles
- Le générique de fin, Rue de Jollières, émane d'Alexandra Leclère et de Philippe Sarde et est chanté par Isabelle Huppert et Catherine Frot.
- Another One Bites the Dust - Queen (scène de la discothèque).
- Je veux vivre - Roméo et Juliette - Charles Gounod
- La traviata - Acte I - Giuseppe Verdi
- Bedroom Dancing - Day One (en)